# Purgeur d'air
Un purgeur d'air est un dispositif permettant d'évacuer l'air présent dans un circuit hydraulique.

## Types

### Purgeur manuel
Le purgeur manuel est un robinet habituellement monté sur les radiateurs d'une installation de chauffage . Il peut être manœuvré avec un tournevis ou une clé spéciale.

### Purgeur automatique

#### Purgeur à flotteur

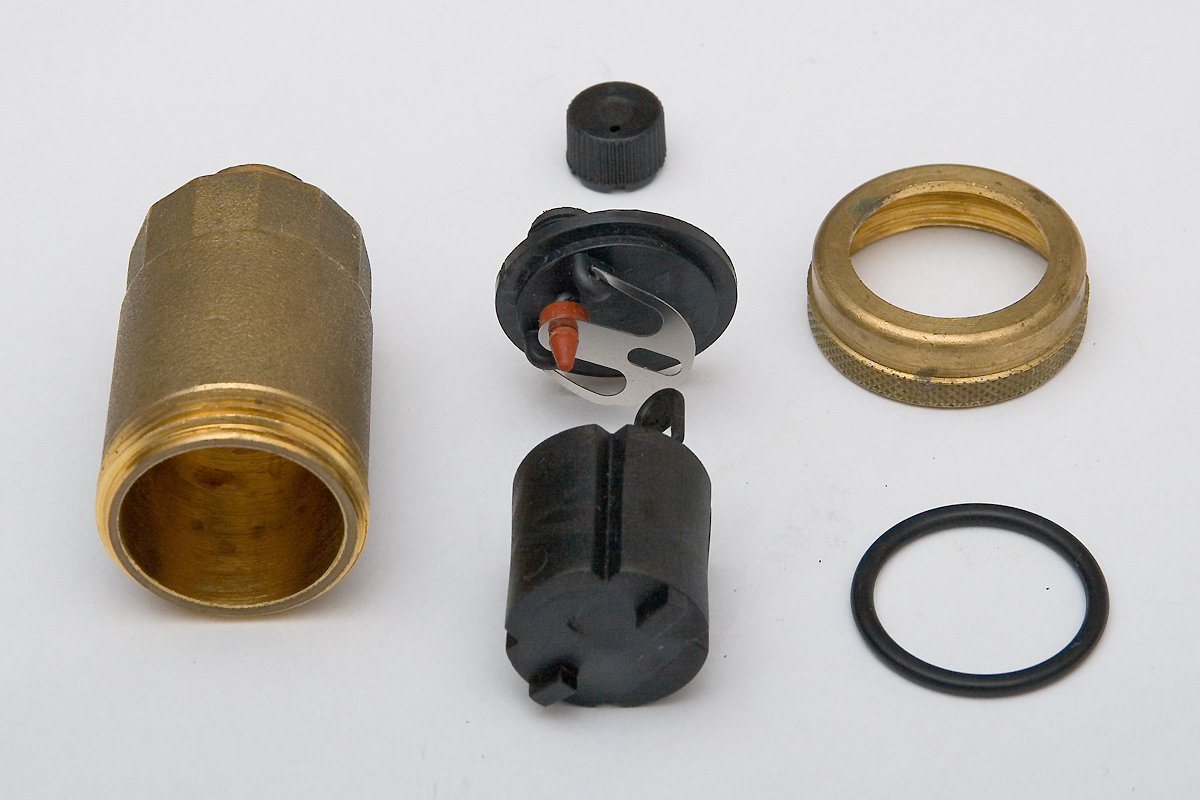
Éléments d'un purgeur automatique à levier.

Ce type de purgeur est muni d'un flotteur qui, lorsqu'il descend à la suite d'une accumulation d'air dans sa cavité ouvre directement, ou via un mécanisme, l'ouverture du purgeur, laissant s'échapper l'air,,,. Une fois l'air évacué, le flotteur remonte, grâce à l'eau ayant remplacé l'air, et le purgeur se referme.

#### Purgeur hygroscopique
Le purgeur hygroscopique est muni de rondelles en fibres de cellulose (en carton) qui gonflent en absorbant l'eau et maintiennent ainsi fermée l'ouverture du flotteur,. Lorsque de l'air s'accumule dans le purgeur, les rondelles sèchent, libérant ainsi le mécanisme de fermeture du purgeur.

#### Dispositif connexe aux purgeurs d'air

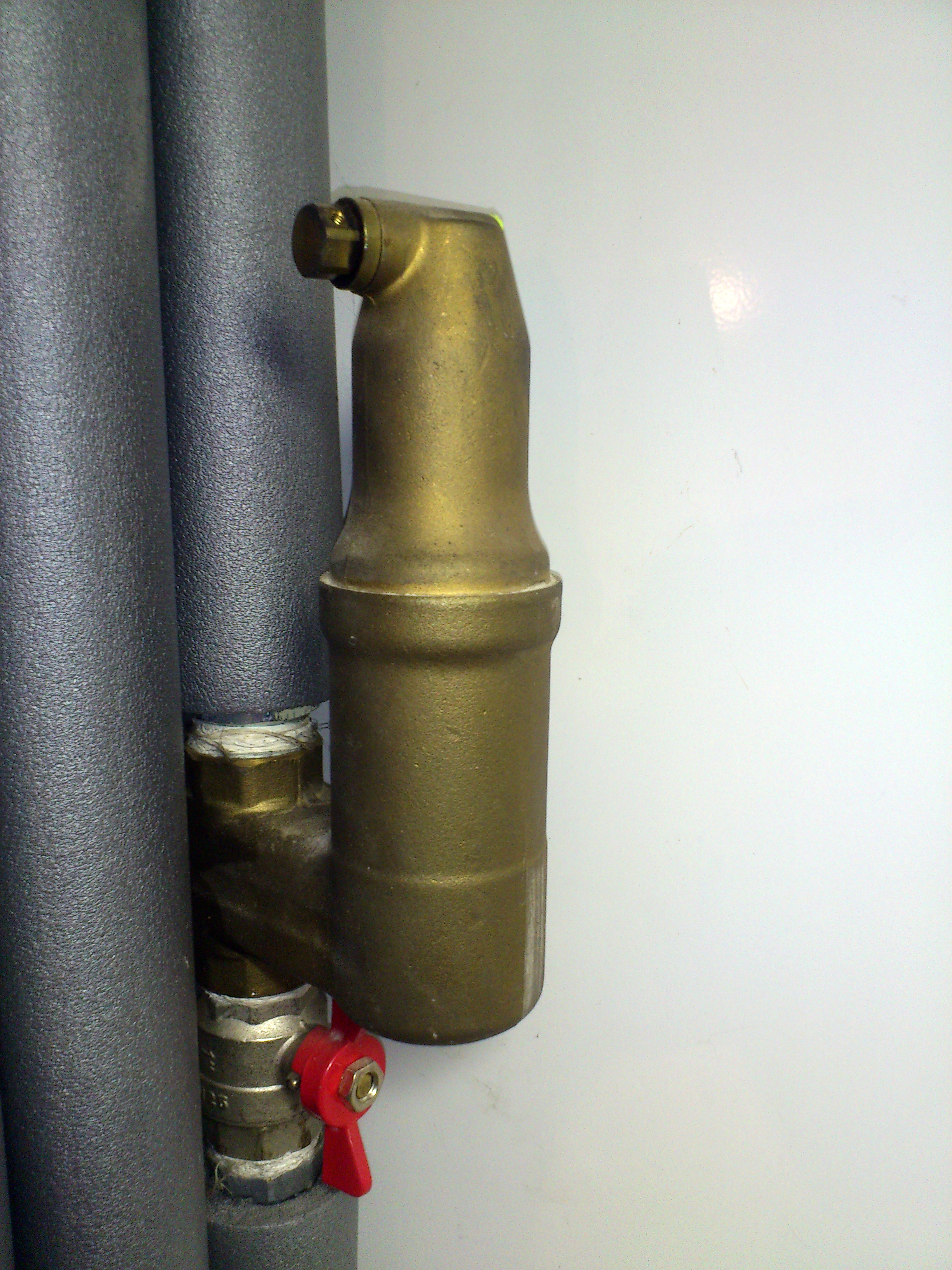
Un séparateur d'air. L'élément coalescent se trouve dans la partie inférieure, le purgeur à flotteur dans la partie supérieure.

Un dévésiculeur est un dispositif de séparation d'air est constitué d'une grande cavité ralentissant le flux d'eau et comportant un filet métallique qui permet la coalescence des microbulles d'air présentes dans l'eau. Une fois les bulles suffisamment grandes, elles remontent dans la cavité qui se termine par un purgeur à flotteur.